# El sol también sale de noche
El sol también sale de noche (en italiano: Il sole anche di notte) es una película de los hermanos Paolo y Vittorio Taviani. Se trata de una adaptación de "El padre Sergio", un relato corto de León Tolstói. Ambientado en un medio semirrural en aquella época transicional previa a la unificación italiana, el guion nos conduce con magistral parsimonia y elevada estética a través de la vida del protagonista.

## Guion
Un inspirado muchacho, hijo de bondadosos campesinos, devenido primero en soldado, cortesano y finalmente monje. Su periplo existencial nos lo va develando desde su infancia como un hijo del pueblo movido por los más nobles ideales. El guion nos presenta a través de su desenvolvimiento existencial un incisivo y delicado juicio moral acerca de hombres, mujeres e instituciones de todos los niveles sociales y culturales, inmersos como viven en sus pequeñeces, ignorancia, prejuicios y ambiciones y también chispazos de grandeza -como la aspiración benefactora del rey, el anhelo de arrepentimiento de las cortesanas, el anhelo de los padres campesinos, la sencillez noble de los pobres incluso en sus prejuicios. que recorren todas las instituciones de la vida italiana de la época, la corte, el ejército, la iglesia.